# Astroscopus guttatus
Astroscopus guttatus is een  straalvinnige vissensoort uit de familie van sterrenkijkers (Uranoscopidae). De wetenschappelijke naam van de soort is voor het eerst geldig gepubliceerd in 1860 door Charles Conrad Abbott. De soort werd aangetroffen bij Cape May (New Jersey).